# Sebastian Ahrenberg

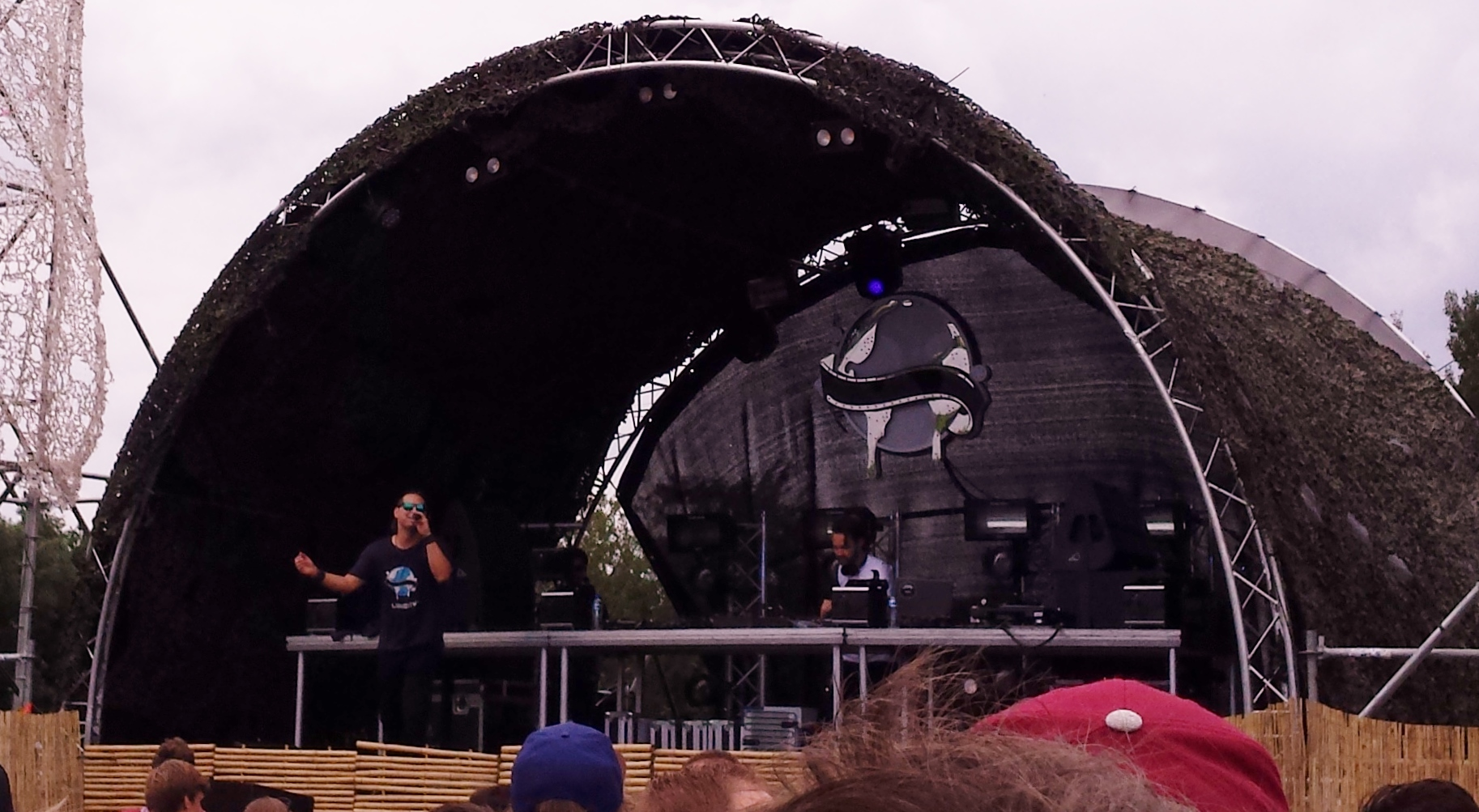
Seba på Liquicity Festival 2015 (Diemerbos i Nederländerna).

Sebastian "Seba" Theodor Nimrell Ahrenberg, född 26 maj 1974 på Ingarö i Värmdö kommun, är en svensk Drum & Bass-producent. Han driver sedan 1999 skivbolaget Secret Operations.

## Karriär
I mitten av 1990-talet formade Seba och Lotek tillsammans med MC Sandor gruppen Peanut Planet som fokuserade på ambient drum'n'bass.
1996 blev Seba och Lotek signade till LTJ Bukems skivbolag Looking Good, ett systerbolag till Good Looking. Detta la grunden till Sebas internationella karriär med därefter flera släpp på Bukems bolag.

### Secret Operations
1997 körde Seba klubben Secret Operations i en källare, Tuben i centrala Stockholm vid Odenplan. Två år senare släppte skivbolaget Secret Operations Case One, en CD-samling med Seba (under pseudenymet Forme) och andra artister. Från 2004 började Secret Operations med en mer regelbunden utgivning.

### Svek
Seba har släppt en del skivor på svenska houseskivbolaget Svek, en del drum & bass-remixar men mestadels house tillsammans med Jesper Dahlbäck under gruppaliaset Sunday Brunch.